# Dada (ante portas)
Dada ante portas ist eine Schweizer Rockband aus Luzern.

## Geschichte
Die Band besteht aus dem Sänger Pirmin „Pee“ Wirz, den Gitarristen Luc „Luc le Bo“ Bachmann und Lukas Schaller sowie dem Schlagzeuger Thommy Lauper und dem Bassisten Simon Ryf. Der Originalbassist Mitch Prest gab im Jahre 2006 den Austritt aus der Gruppe bekannt. Der Name der Band (Dada vor den Türen, siehe auch „Hannibal ante portas“, als Hannibal Rom belagerte) leitet sich von einer Studienarbeit des Sängers über Dadaismus ab.
Dada ante portas sind vor allem in der Schweiz, Deutschland und Dänemark bekannt.
Das Album The Theory of Everything (2008) war das bisher erfolgreichste der Band. Es wurde bereits über 25.000 Mal verkauft und brachte der Band ihre erste Goldene Schallplatte ein. Es war das dritte Album in Folge, das die Top 5 der Schweizer Albumcharts erreichte und mit der Singleauskopplung Taking Your Love hatten sie 2008 auch ihren bislang erfolgreichsten Song.

## Diskografie

### Alben
| Jahr | Titel                    | Höchstplatzierung, Gesamtwochen, AuszeichnungChartsChartplatzierungen (Jahr, Titel, Platzierungen, Wochen, Auszeichnungen, Anmerkungen) | Anmerkungen                 |
| Jahr | Titel                    | CH | Anmerkungen                 |
| ---- | ------------------------ | --- | --------------------------- |
| 2001 | Playin’ Hooky            | CH44 (4 Wo.)CH | Warner Music Switzerland    |
| 2002 | Bound for Nowhere        | CH15 (9 Wo.)CH | Warner Music Switzerland    |
| 2004 | Seasons Change           | CH3 (20 Wo.)CH | Warner Music Switzerland    |
| 2006 | Superbixen               | CH4 (24 Wo.)CH | Gadget Records/phonac       |
| 2008 | The Theory of Everything | CH2 Gold · (19 Wo.)CH | Gadget Records              |
| 2010 | The Classics             | CH2 (23 Wo.)CH | Gadget Records              |
| 2013 | Bad Weeds Grow Tall      | CH7 (7 Wo.)CH | Gadget Records              |
| 2017 | When Gravity Fails       | CH3 (6 Wo.)CH | Universal Music Switzerland |
| 2019 | Hush!                    | CH1 (4 Wo.)CH | 6003 Records                |
| 2023 | Best Of                  | CH4 (1 Wo.)CH | 6003 Records                |

### Singles
| Jahr | Titel Album                               | Höchstplatzierung, Gesamtwochen, AuszeichnungChartsChartplatzierungen (Jahr, Titel, Album, Platzierungen, Wochen, Auszeichnungen, Anmerkungen) | Anmerkungen              |
| Jahr | Titel Album                               | CH | Anmerkungen              |
| ---- | ----------------------------------------- | --- | ------------------------ |
| 2001 | Dance Beside the Moon Playin’ Hooky       | CH91 (1 Wo.)CH | Warner Music Switzerland |
| 2004 | She Cries for Someone Else Seasons Change | CH36 (7 Wo.)CH | Warner Music Switzerland |
| 2008 | Taking Your Love The Theory of Everything | CH20 (20 Wo.)CH | Gadget Records           |
| 2008 | Another Promise The Theory of Everything  | CH51 (3 Wo.)CH |                          |
| 2009 | I Would Give You My Love The Classics     | CH47 (4 Wo.)CH | Gadget Records           |

Weitere Singles
- 2002: Want You So Badly (Warner Music Switzerland)
- 2010: Hey Father (Gadget Records)